# سرجسية
السرجسية (الاسم العلمي: Sargassaceae) هي فصيلة من الطلائعيات تتبع رتبة الفوقسيات من طائفة الطحالب بنية.

## أجناس
- السرجس (الاسم العلمي: Sargassum)
- التربنارية (الاسم العلمي: Turbinaria)